# Gare de Saône
La gare de Saône est une gare ferroviaire française de la ligne de Besançon-Viotte au Locle-Col-des-Roches, située sur le territoire de la commune de Saône, dans le département du Doubs, en région Bourgogne-Franche-Comté.
Elle est mise en service en 1884 par la Compagnie des chemins de fer de Paris à Lyon et à la Méditerranée (PLM).
C'est une halte voyageurs de la Société nationale des chemins de fer français (SNCF) desservie par des trains régionaux TER Bourgogne-Franche-Comté.

## Situation ferroviaire
Établie à 387 mètres d'altitude, la gare de Saône est située au point kilométrique (PK) 416,057 de la ligne de Besançon-Viotte au Locle-Col-des-Roches, entre les gares de Morre et de Mamirolle.
Gare d'évitement, sur une ligne à voie unique, elle dispose d'une deuxième voie pour le croisement des trains.

## Histoire
En 1882, le chantier de construction de la « gare de Saône » est inclus dans celui de la première section du « chemin de fer de Besançon à la frontière suisse ». La gare de Saône est mise en service le 4 août 1884 par la Compagnie des chemins de fer de Paris à Lyon et à la Méditerranée (PLM), lors de l'ouverture à l'exploitation du chemin de fer de Besançon à la frontière Suisse.
La gare de « Saône » est l'une des 1763 gares, stations ou haltes de la compagnie PLM listées dans la nomenclature 1911. C'est une gare, ouverte au service complet de la grande vitesse (voyageurs) et de la petite vitesse (marchandises), « à l'exclusion des chevaux chargés dans des wagons-écuries s'ouvrant en bout et des voitures à 4 roues, à deux fonds et à deux banquettes dans l'intérieur, omnibus, diligences, etc »,,. C'est une gare de la ligne de Besançon-Viotte au Locle située entre les gares de Besançon-Mouillère et de Mamirolle.
Un nouvel abri voyageur équipé  d'un distributeur de billets régionaux a été installé en 2007. Le bâtiment voyageur a été rénové en 2009.
En 2015, c'est une gare voyageurs d'intérêt local (catégorie C : moins de 100 000 voyageurs par an de 2010 à 2011), qui dispose de deux quais (1 et 2), et une traversée de voie piéton (TVP). En 2015 également, elle a été gare de dépôts pour les participants à la Diagonale du Doubs avec des TER spéciaux.

## Fréquentation
La fréquentation de la gare est détaillée dans le tableau ci-dessous :
| Année     | 2015   | 2016   | 2017   | 2018   | 2019   | 2020   | 2021   | 2022   | 2023   | 2024   |
| --------- | ------ | ------ | ------ | ------ | ------ | ------ | ------ | ------ | ------ | ------ |
| Voyageurs | 30 774 | 27 234 | 29 757 | 25 591 | 30 007 | 22 035 | 14 367 | 24 300 | 22 583 | 12 274 |

## Service des voyageurs

### Accueil
C'est une halte SNCF, point d'arrêt non géré (PANG) à accès libre. Elle est équipée d'un automate pour l'achat de titres de transport TER.
Un passage de niveau planchéié permet la traversée des voies et le passage d'un quai à l'autre.

### Desserte
Saône est une halte régionale desservie par des trains TER Bourgogne-Franche-Comté assurant la relation Besançon-Viotte - Valdahon, ou Morteau, ou La Chaux-de-Fonds.

### Intermodalité
Un parc pour les vélos et un parking pour les véhicules y sont aménagés.
Elle est desservie par des cars TER de la relation Besançon-Viotte - Morteau  et par les lignes  83  84  du réseau Ginko de Grand Besançon Métropole.

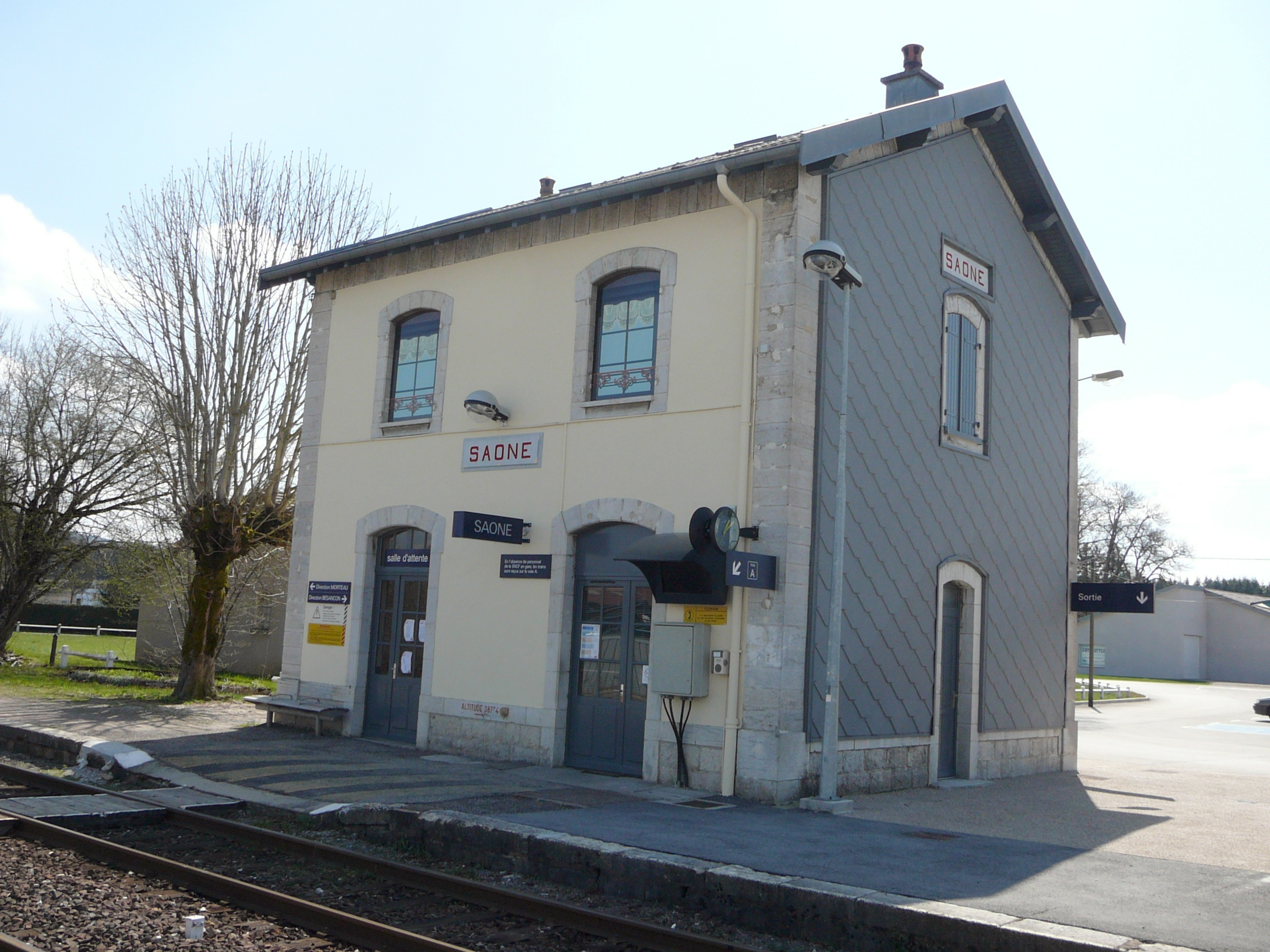
Le bâtiment vu depuis le quai no 2.
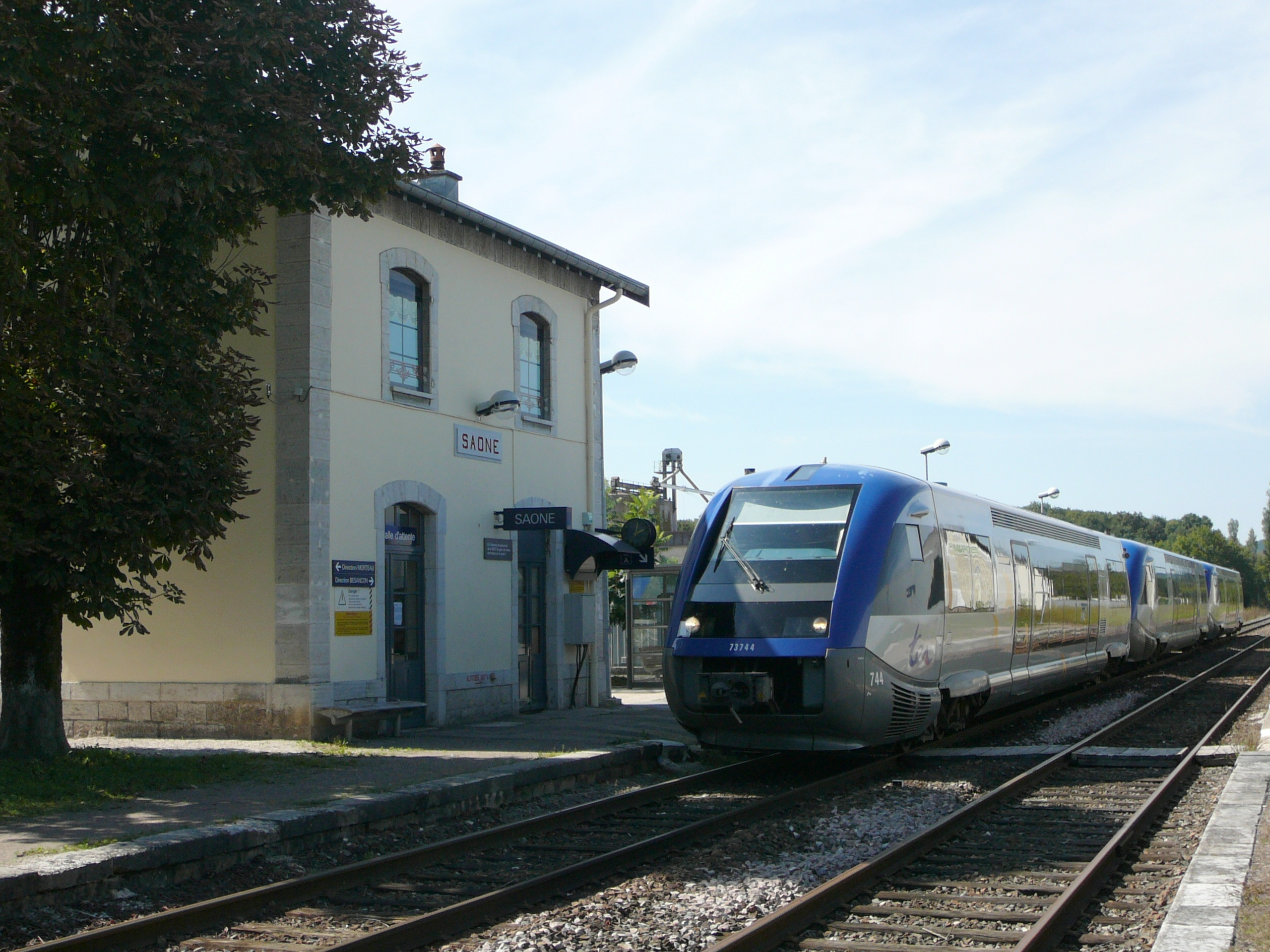
Desserte TER et voies en direction de Besançon.
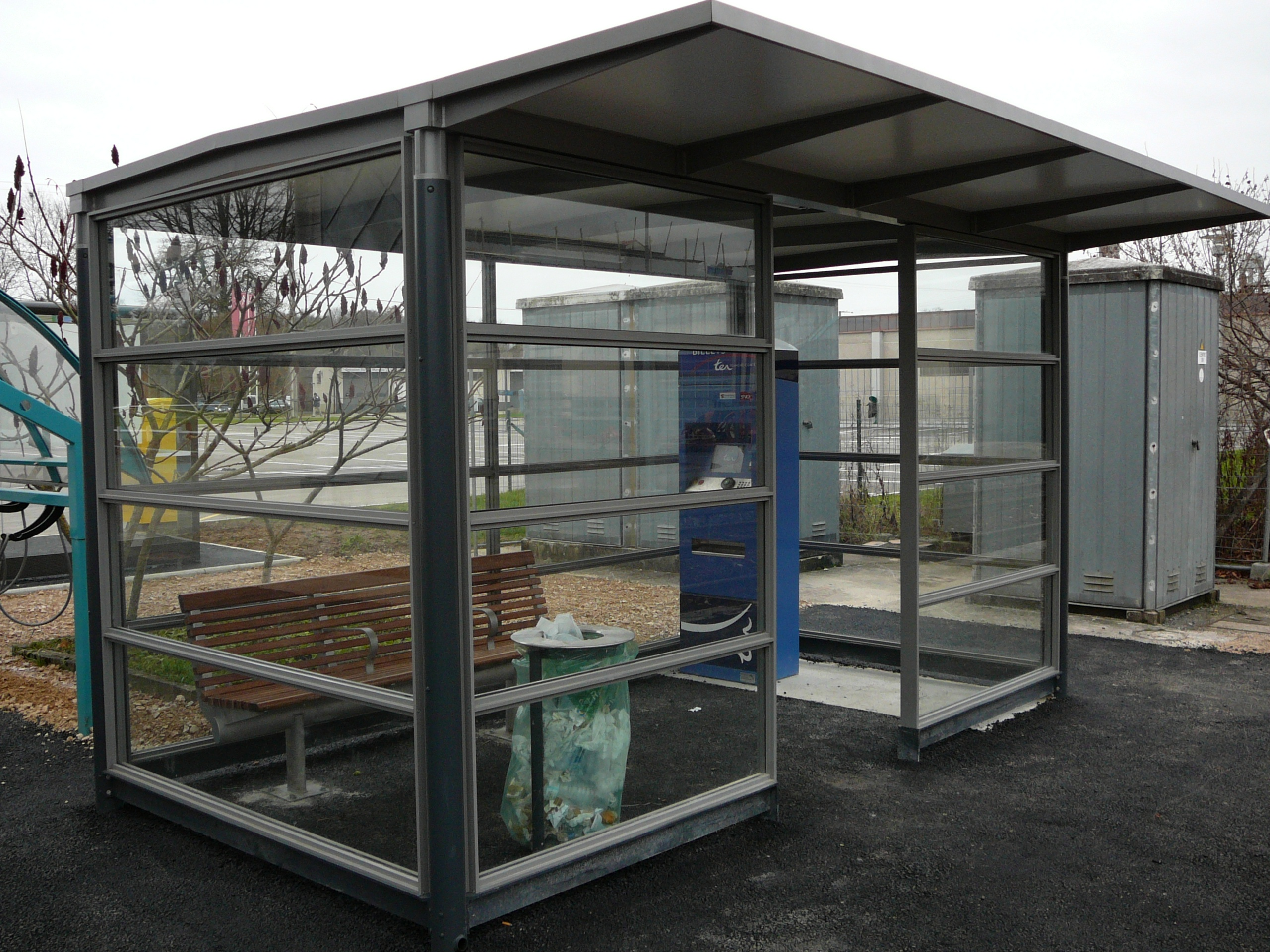
Nouvel abri de quai avec distributeur de billets régionaux.

## Service de l'infrastructure
La gare est ouverte à la sécurité toute la journée du lundi au vendredi (sauf jours fériés) afin d'effectuer les croisements des TER Besançon-Valdahon-Morteau-La Chaux de Fonds ou des trains militaires facultatifs se rendant à Valdahon.